# Christian Vieri
Christian Vieri, född 12 juli 1973 i Bologna, är en italiensk fotbollsspelare, 2009 avslutade han sin karriär som fotbollsspelare.
Vieri föddes i Bologna, men hans familj flyttade till Australien en period under hans uppväxt. Hans far Roberto Vieri spelade i Sydney-klubben Marconi Stallions. Hans bror Massimilano Vieri var med i det australiska landslaget 2004. Vieri spelade för Marconi Stallions när han var liten men slutade när familjen flyttade tillbaka till Italien. Hans mor Nathalie är från Frankrike.

## Karriär
Christian Vieri påbörjade sin proffskarriär i AC Prato i Serie C1 1989. Året efter hade han bytt klubb till Torino FC och spelade redan i Serie A. Han fick dock inte spela många matcher, trots att han gjorde ett mål, och flyttade under sena 1992 till Pisa i Serie B. Ännu en säsong passerade och han såldes till Ravenna där han gjorde 12 mål på 32 matcher.
Han bytte klubb två gånger till innan han fick sitt riktiga genombrott i och med flytten till Juventus FC 1996. Han gjorde åtta mål på 23 matcher i Serie A och sex mål på tio matcher i Europa. Trots framgångarna flyttade han igen, den här gången till spanska Atlético Madrid. Där gjorde han dundersuccé med 24 mål på lika många matcher och fem mål på sju europeiska matcher, vilket ledde till att han vann skytteligan i La Liga. Han gjorde sitt namn till ett varumärke för italiensk fotboll och utgjorde tillsammans med anfallspartnern Roberto Baggio ett starkt anfall i VM 1998.
Efter säsongen med Atlético bytte han ännu en gång klubb, den här gången till SS Lazio. Han gjorde i genomsnitt mer än ett mål på två matcher men kände sig fortfarande inte nöjd och bytte återigen klubb.
Inter blev klubben som han har stannat hos längst under sin karriär – hela sex säsonger – och där spelade han 144 ligamatcher och gjorde 103 mål. 2003 vann han skytteligan i Serie A med 24 mål.
2004 gick han från Inter till Milan. Efter en misslyckad säsong i Milan fick han utmärkelsen Bidone d'Oro, en utmärkelse italienska medier ger den sämsta fotbollsspelaren i Serie A.
Sedan 2005 har han gjort korta visiter hos en mängd olika klubbar, men verkar aldrig riktigt ha känt sig lika hemma som hos Inter.
29 augusti 2006 skrev Vieri på ett kontrakt för Atalanta med en lön på 1500 € i månaden. Dock skulle han få 100 000 € för varje mål han gjorde. Under den visiten hos klubben gjorde han dock bara två mål. Han flyttade till Fiorentina och sedan tillbaka till Atalanta.
Vieri tränade under sommaren med Blackburn Rovers. 
Den 11 september 2009 meddelade Vieri att han lägger skorna på hyllan.

## Meriter
- Serie A: 1996/1997
- Interkontinentala cupen: 1997
- Skyttekung i La Liga: 1997/1998
- Skyttekung i Serie A: 2002/2003